# Pequena Ilíada
A Pequena Ilíada (grego:  Ἰλιὰς μικρά, transl. Ilias mikra) é um poema épico perdido do Ciclo Troiano relacionado à Guerra de Troia, cuja autoria é atribuída a Lesques de Pirra. Foi escrita provavelmente no século VII a.C..
A Pequena Ilíada foi composta  após a Ilíada e a Odisseia, de Homero. Na cronologia narrativa  do Ciclo Troiano, situa-se  após o poema Etiópida e antes de O Saque de Troia. Graças a fragmentos da obra e ao resumo contido na Crestomatia escrita por um obscuro Proclo (que talvez possa ser identificado com  Eutíquio Proclo, gramático do século II, professor de Marco Aurélio),  temos informações a respeito do argumento do poema.
O poema trata da disputa das armas de Aquiles entre Odisseu e Ajax, o Grande; as armas são concedidas por votação a Odisseu; Ajax furioso resolve matar os chefes aqueus por vingança, mas Atena o enlouquece e ele mata rebanhos de animais. Ao voltar à razão,  sente-se envergonhado do que fez e se suicida. Calcas prevê que somente Heleno, filho de Priamo, rei de Troia, poderia contar como a guerra poderia ser vencida pelos gregos. Heleno é aprisionado e revela que Troia somente cairia quando: 
- Filoctetes estivesse com os gregos com o arco de Héracles,
- os gregos roubassem o Paládio, pequena estátua de madeira da deusa Atena, que estava dentro de Troia
- o filho de Aquiles, Neoptólemo, lutasse junto com os gregos contra os troianos.

Odisseu foi o personagem central desse poema, pois foi ele que preencheu as condições para se cumprirem as predições de Heleno: convenceu Filoctetes e Neoptólemo a participar da guerra ao lado dos gregos e, disfarçado de mendigo, entrou em Troia e roubou o Paládio. Na batalha,  Filoctetes mata Páris com uma flechada. Odisseu sugere a construção do Cavalo de Troia.